# 天主教圣路易斯-迪蒙蒂斯贝卢斯教区
天主教聖路易斯-迪蒙蒂斯貝盧斯教區（拉丁語：Dioecesis Sancti Ludovici de Montes Belos）是羅馬天主教在巴西的一個教區，屬戈亞尼亞總教區。
教區於1961年11月25日成立，管轄範圍包括戈亞斯州西部三十五市；2004年時有教友207,283人，佔轄區總人口70.5%。教區下轄卅七個堂區，有十八名司鐸。
現任教區主教為林多馬爾·羅沙-莫塔，榮休主教為加爾默羅·斯坎帕瓦。